# UFC on ESPN: Ngannou vs. Rozenstruik
UFC on ESPN: Ngnannou vs. Rozenstruik fue un evento planeado de artes marciales mixtas producido por el Ultimate Fighting Championship originalmente para el 28 de marzo de 2020 en Nationwide Arena en Columbus, Ohio, Estados Unidos. Debido a la pandemia de COVID-19, el evento finalmente se pospuso.